# Abbaye Notre-Dame de Jouy
L'abbaye de Jouy (nommée parfois aussi de Jouy-en-Brie ou de Jouy-le-Châtel), située à l'orée de la forêt de Jouy, est une ancienne abbaye cistercienne, créée au XIIe siècle, fermée à la Révolution française, située dans la commune de Chenoise, en Seine-et-Marne.

## Historique

### Fondation
L'abbaye est fondée en 1124 par Thibaut II comte de Champagne, grâce au don que font deux gentilshommes, Pierre de Castel et Milon de Naudé< ou de Naud. Elle prospère rapidement, au point de fonder quatre abbayes-filles, Bonlieu en 1141, La Noë en 1144, Pontaut en 1151 et Sellières en 1168.

### Prospérité
En 1156, Henri Ier de Champagne donne à l'abbaye la forêt de Jouy, qui s'étend aujourd'hui sur 1 632 hectares.
L'église mesurait 74 mètres de longueur sur 20 de largeur. Elle était disposée en forme de croix latine. La nef à collatéraux, précédée d'un porche, se terminait par un transept sur chaque bras duquel ouvraient des chapelles. Suivant une disposition du style cistercien, le chevet était ajouré de trois fenêtres étroites et allongées. Elle fut achevée en 1224 et vendue comme bien national à la Révolution française.
Elle renfermait des tombeaux dont les principaux ont été dessinés par François Roger de Gaignières. Au milieu du sanctuaire, devant la maître-autel, la tombe en cuivre émaillé et martelé de Simon de Beaulieu, archevêque de Bourges, le représentant en gisant dans ses ornements pontificaux. D'autres dalles gravées se trouvaient dans le chœur et dans le cloître.
Si saint Bernard proscrit les statues et les tableaux dans les abbayes cisterciennes par souci de dépouillement et de recueillement, cette règle est nettement assouplie au XIVe siècle. L'abbaye de Jouy possède ainsi une statue de Vierge à l'Enfant assise.
De 1297 à 1479, l'abbaye eut notamment une dépendance à Paris, dans le quatrième arrondissement actuel : c'est d'après elle qu'est nommée la rue de Jouy, dans laquelle la propriété monastique couvrait les actuels numéros 13 à 17.

### Décadence et réparations sous la commende
En 1685, le frère François Romain, moine dominicain et architecte, grâce au soutien financier de Louis II Phélypeaux de La Vrillière, répare l'abbaye.
L'abbaye est fermée à la Révolution, vendue comme bien national et transformée en exploitation agricole. Elle devient la propriété de la famille Droulers au cours du XXe siècle, l’homme de lettres Charles Droulers y résidera ainsi.

## Architecture et description
Ne restent aujourd'hui de l'abbaye que le chevet (plat, comme le sont traditionnellement les chevets cisterciens), percé de deux étages de baies en tiers-point et orné d'une archivolte supportée par des colonnettes à chapiteaux à crochets. Ces restes de l'église ont été classés monuments historiques en 1942. Les bâtiments qui dépendaient de l'abbaye ont été transformés en exploitation agricole.

## Filiations et dépendances
Notre-Dame de Jouy est fille de l'abbaye de Pontigny et mère de Bonlieu, La Noë, Pontaut et Sellières.

## Liste des abbés
- vers 1516-1522 : Jean, il confirme Sébastien Biret comme abbé de l'abbaye Notre-Dame de Bonlieu de Carbon-Blanc
- 1621- 16.. :  : Pierre de Bellièvre (?-1683), seigneur de Grignon (1653), abbé de l'abbaye de Jouy en 1621, Conseiller au Parlement de Metz en 1642, puis Président des requêtes au Parlement de Paris (1653-1655), puis conseiller d'honneur à cette date, abbé commendataire de l'abbaye Saint-Vincent de Metz de 1678 à 1683[14].